# Tandonia fejervaryi
Tandonia fejervaryi is een slakkensoort uit de familie van de Milacidae. De wetenschappelijke naam van de soort is voor het eerst geldig gepubliceerd in 1929 door H. Wagner.